# Вунене чарапе
Вунене чарапе су саставни део српске народне ношње. Израђене су техником ручног рада од природне вуне, у новије време и од памука. Данас су у савременом одевању потпуно изобичајене, и могу се једино видети у музејским колекцијама или на концертима културно-уметничких друштава.

## Историјат
Чарапе плетене од животињске длаке носили су и стари Грци и Римљани, везујући их подвезицама да не спадају, а биле су привилегија богатог слоја друштва. У старом Египту ручно плетене вунене чарапе носиле су се са сандалама, а занимљиво је да су имале два „прста“. Касније их носе и обични људи, пре свега као заштиту за ноге од хладноће и лошег времена. И одећа на Балкану је кроз историју била незамислива без ручно плетених вунених чарапа за мушкарце, жене и децу, од бојене и небојене вуне, често украшене и везом са флоралним и другим мотивима.

## Чарапе на Балкану
Вештина плетења вунених чарапа део је традиције старих заната која и даље живи. Посебно када чарапе плету старије жене које памте традиционалне, изворне мотиве (цвеће, гранчице, геометријски облици), вунене чарапе постају и права уметничка дела, јединствени део уникатне народне ношње из прошлих времена.
У прошлости су пастирице на Балкану ручно израђивале чарапе „вунењарке“, које су се звале и двопређне, што значи да су се плеле у две основне боје, црној и црвеној, али су се за разне комбинације и шаре из природе користиле и друге боје. Чувале су их у дрвеним сандуцима, као девојачку спрему.

## Начин плетења
Иако на Балкану сваки крај има своје шаре и орнаментику, све вунене чарапе плету се на исти начин, од пете према прстима. На њима могу бити приказане и птице (на пример голуб) и звезде. Оне које су украшене богатом орнаментиком некада су се носиле у свечаним приликама (венчања), с тим што су се мотиви за мушкарце разликовали од оних за жене односно дјевојке. Чарапе су се плеле са пет игала.
У почетку су биле беле (од беле вуне) или смеђе боје (ако је вуна била тамна). Касније се боја на чарапама добијала бојењем вуне у природне боје (ораховину, на пример) или тако што се вуна носила код бојаџије.
Чарапе су могле да се украшавају тако што су биле плетене вуницом односно памуком различите боје, а често се срећу и мотиви ручно везени на већ исплетенм чарапама.
Дечије чарапе су плетене меко и без плетених украса да не нажуље нежну дечију ногу.

У техници плетења, осим вунених чарапа, израђивани су и делови обуће, приглавци, назувице, као и рукавице, све углавном од вуне. Тек од краја 19. века плету се и други одевни предмети. Плело се једном или на пет игала. На чарапама су украшени делови који су изложени погледу, грло чарапе и горња страна стопала. Чарапе су, уз друге предмете, биле уобичајени дар, особито у женидбеним обичајима.

## Употреба
Плетене чарапе су имале практичну али и декоративну функцију — носиле су се зими да сачувају ногу од хладноће, ако су биле плетене од вуне, односно лети да спрече ногу да се озноји, ако су биле плетене од финог памука. Најлепши пар чарапа се чувао и обувао само у специјалним приликама. То су обично били сеоски сабори, вашари или свадбе и друга весеља. Мушкарци су носили чарапе до изнад чланака у које су увлачили панталоне, а жене су носиле чарапе до колена.
Женске чарапе су биле богато украшене разним мотивима и разним бојама.
Чарапе су, осим као део народне ношње, биле и саставни део народних обичаја. Наглавцима је украшавана чутура када се позивало у сватове, а ти наглавци су касније могли да буду доплетени у чарапу.
Вунене чарапе су биле у Србији толико распрострањене да, када је средином августа 1921. године, преминуо краљ Петар Карађорђевић на ногама је имао старе вунене чарапе.

## Галерија
- Мотив плета са црних ручно плетених вунених чарапа из Левча (Збирка чарапа Музеја у Трстенику)
- Црне ручно плетене вунене женске чарапе из Левча (Збирка чарапа Музеја у Трстенику)
- Ручно плетени вунени наглавак из Збирке чарапа Музеја у Трстенику
- детаљ ручно плетеног вуненог наглавка из Збирке чарапа Музеја у Трстенику
- Мотив плета са црних ручно плетених вунених чарапа из Збирке чарапа Музеја у Трстенику
- Детаљ ручно плетеног вуненог наглавка из Збирке чарапа Музеја у Трстенику
- Чарапе црне мушке, од танко упредене вуне, ручно плетене, везени цветни мотиви „конгреј“ вез техником, плела Милица Велимировић из Мале Сугубине (из Збирке чарапа Музеја у Трстенику)
- Мотив веза са чарапе црних мушких, од танко упредене вуне, ручно плетених. Везени цветни мотиви „конгреј“ вез техником, плела Милица Велимировић из Мале Сугубине (из Збирке чарапа Музеја у Трстенику)
- Цветни мотив са женског наглавка црвено-црног (из Збирке чарапа Музеја у Трстенику)
- Цветни мотив на вуненим чарапама из Народног музеја у Крушевцу
- Мушка, црна чарапа из Народног музеја у Крушевцу
- Вунена чарапа из Народног музеја у Крушевцу
- Вез на вуненим чарапама из Народног музеја у Крушевцу
- Вунене чарапе из Народног музеја у Крушевцу
- Вунена чарапа са цветовима из Народног музеја у Крушевцу
- Вунена чарапа из Народног музеја у Крушевцу
- Вунена чарапа из Народног музеја у Крушевцу
- Вунена чарапа из Народног музеја у Крушевцу
- Вунена чарапа из Народног музеја у Крушевцу
- Вез на вуненим чарапама из Народног музеја у Крушевцу
- Вунена чарапа из Народног музеја у Крушевцу
- Приглавци од вуне 01, Народна библиотека „Др Љубо Михић” у Љубињу
- Шарени приглавци, Музеј Семберије у Бијељини